# Archosargus probatocephalus
Archosargus probatocephalus és un peix teleosti de la família dels espàrids i de l'ordre dels perciformes.

## Morfologia
Pot arribar als 91 cm de llargària total.

## Distribució geogràfica
Es troba a les costes de l'Atlàntic occidental: des de Nova Escòcia i el nord del Golf de Mèxic fins al Brasil (però és absent de Bermuda, de les Bahames, de les Índies Occidentals i de Grenada).